# Dorfkirche Kostebrau

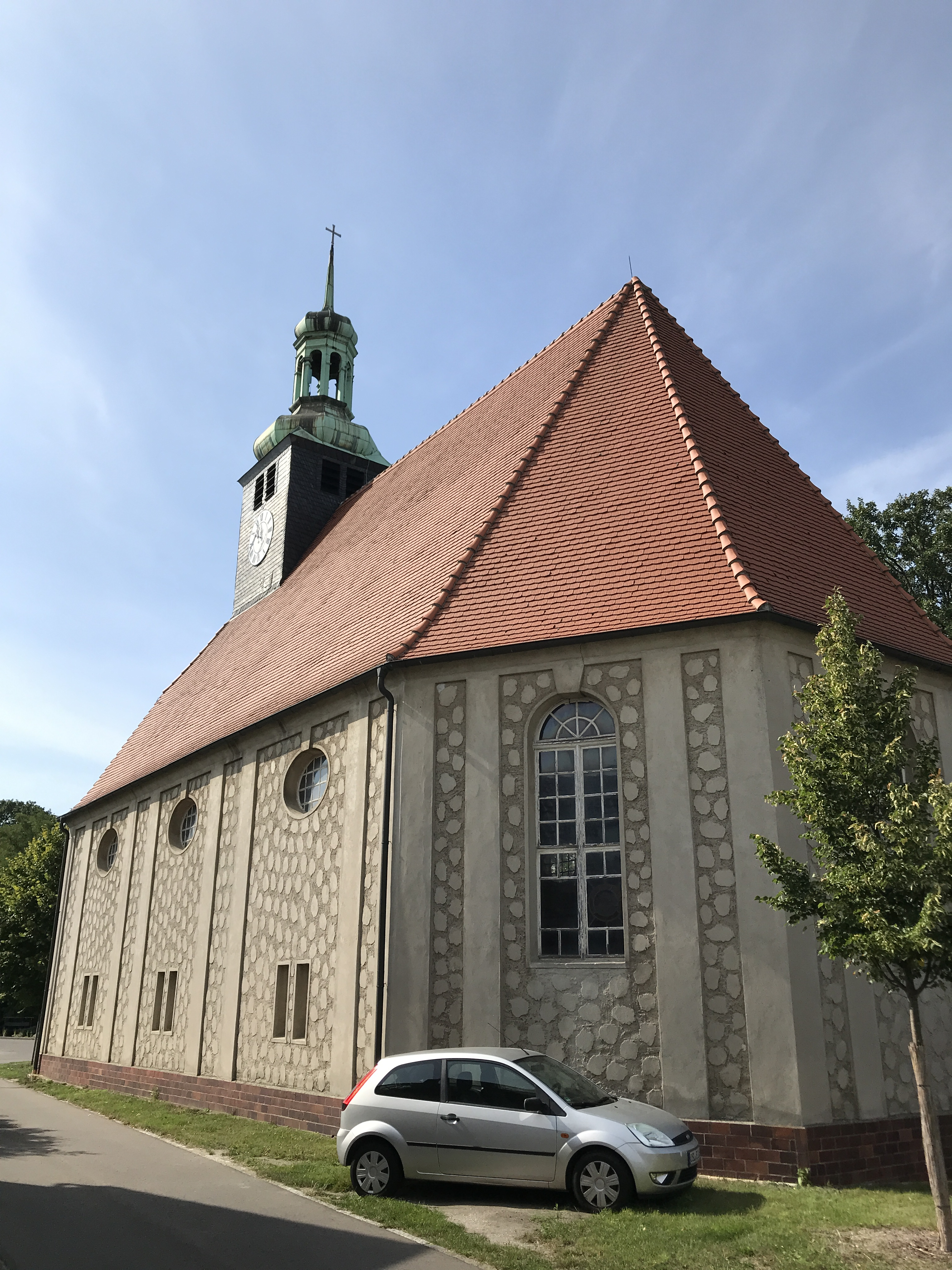
Dorfkirche Kostebrau

Die evangelische Dorfkirche Kostebrau ist eine Saalkirche in Kostebrau, einem Ortsteil der Stadt Lauchhammer. Die Kirchengemeinde Lauchhammer gehört zum Kirchenkreis Bad Liebenwerda der Evangelischen Kirche in Mitteldeutschland.

## Lage
Die Rosa-Luxemburg-Straße führt von Süden kommend in das Oberdorf. Dort zweigt die Karl-Marx-Straße nach Norden ab. Die Kirche steht nordöstlich dieser Kreuzung auf einem Grundstück, das nicht eingefriedet ist. Sie ist nicht geostet, sondern genordet.

## Geschichte
Nachdem es bereits 1903 erste Vorbereitungen zur Errichtung eines Gotteshauses im Oberdorf gegeben hatte, begannen am 24. April 1906 die Bauarbeiten. Mit der Ausführung wurde der Kostebrauer Baumeister Zibelius beauftragt, die Bauleitung übte der Architekt und Regierungsbaumeister Heber aus. Die neobarocke Dorfkirche wurde 1907 eingeweiht.

## Architektur

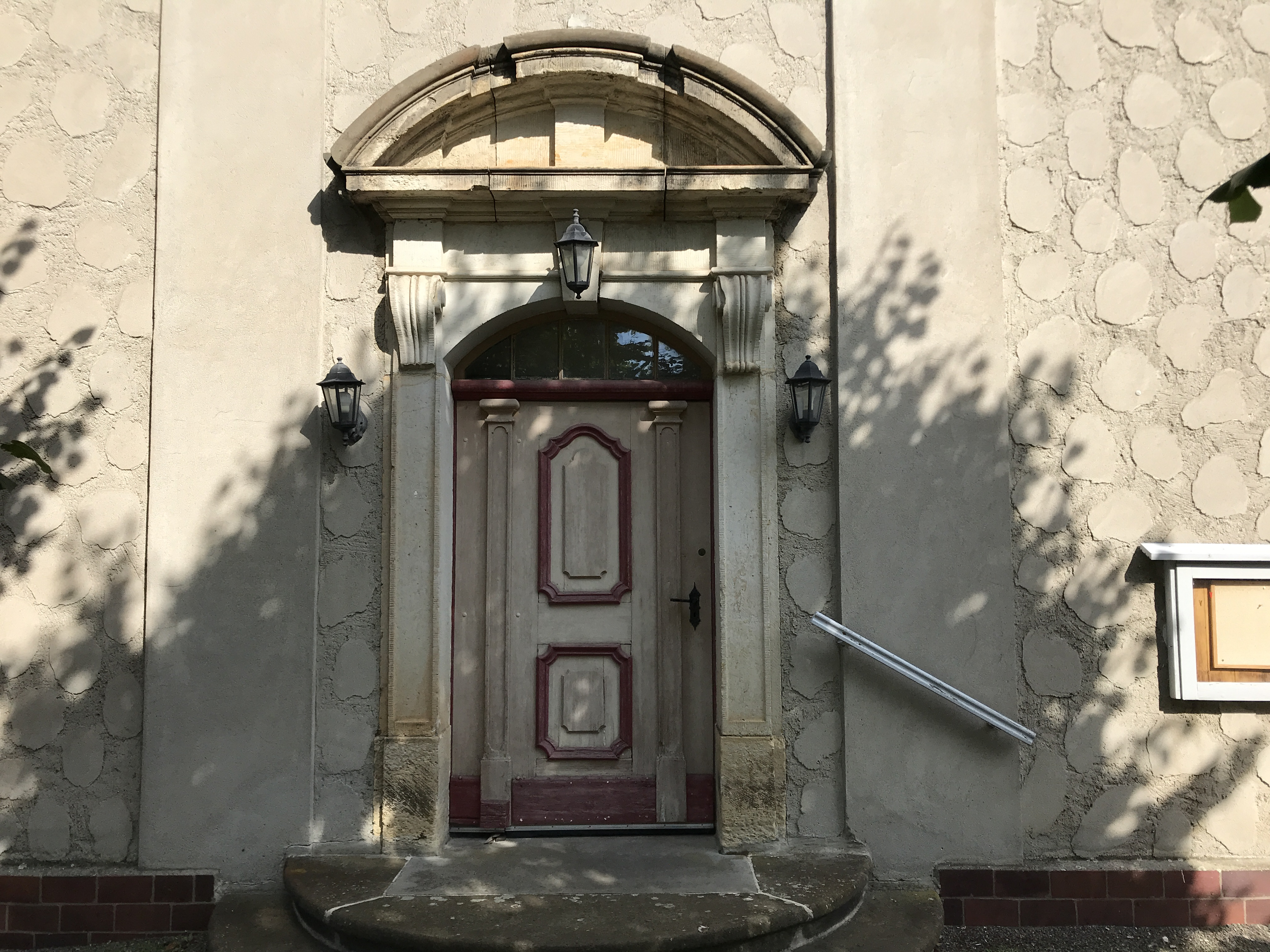
Südportal

Das Bauwerk wurde im Wesentlichen aus Mauersteinen und leicht behauenen Feldsteinen auf einem Sockel aus Mauersteinen errichtet. Der Chor ist nicht eingezogen und polygonal. Jedes der drei Felder wird durch Lisenen gegliedert. Dort befindet sich mittig je ein großes Rundbogenfenster mit einem betonten Schlussstein, der in ein verputztes Band übergeht, das sich umlaufend am Übergang zum Dachfirst befindet.
Das Kirchenschiff hat einen rechteckigen Grundriss. An seiner Westseite befindet sich am Übergang zwischen Chor und Langhaus ein querrechteckiger Anbau, der von Westen her über eine bienenkorbförmige Pforte her betreten werden kann. Nördlich sind zwei kleine und hochrechteckige Fenster. Die verbleibende Fläche des Langhauses wird durch weitere Lisenen in zwei Felder unterteilt. In jedem Feld befinden sich im unteren Bereich zwei kleine und ebenfalls hochrechteckige Fenster; darüber ist je ein Ochsenauge. Die Ostseite des Langhauses besteht aus drei derartigen Feldern.
Der Kirchturm nimmt die volle Breite des Schiffs auf. Im Süden befindet sich eine hochrechteckige Pforte, die zwischen Pilastern eingefasst wurde; oberhalb ist ein geschwungener Giebel. Oberhalb ist ein weiteres Ochsenauge, darüber ein umlaufendes Band. Am Übergang zum Giebel befindet sich in einem rechteckigen Feld die Weihinschrift: „Dieses Gotteshaus wurde unter der Regierung Kaiser Wilhelms des Zweiten im Jahr 1907 erbaut. Wie lieblich sind Deine Wohnungen Herr Zebaoth (Ps 84)“. Oberhalb erhebt sich ein kleiner, quadratischer Turmhelm mit einer Turmuhr an den drei zugänglichen Seiten sowie je zwei Klangarkaden an jeder Seite. Der Turm schließt mit einer geschweiften Turmhaube und einer Laterne mit Kreuz ab.

## Orgel

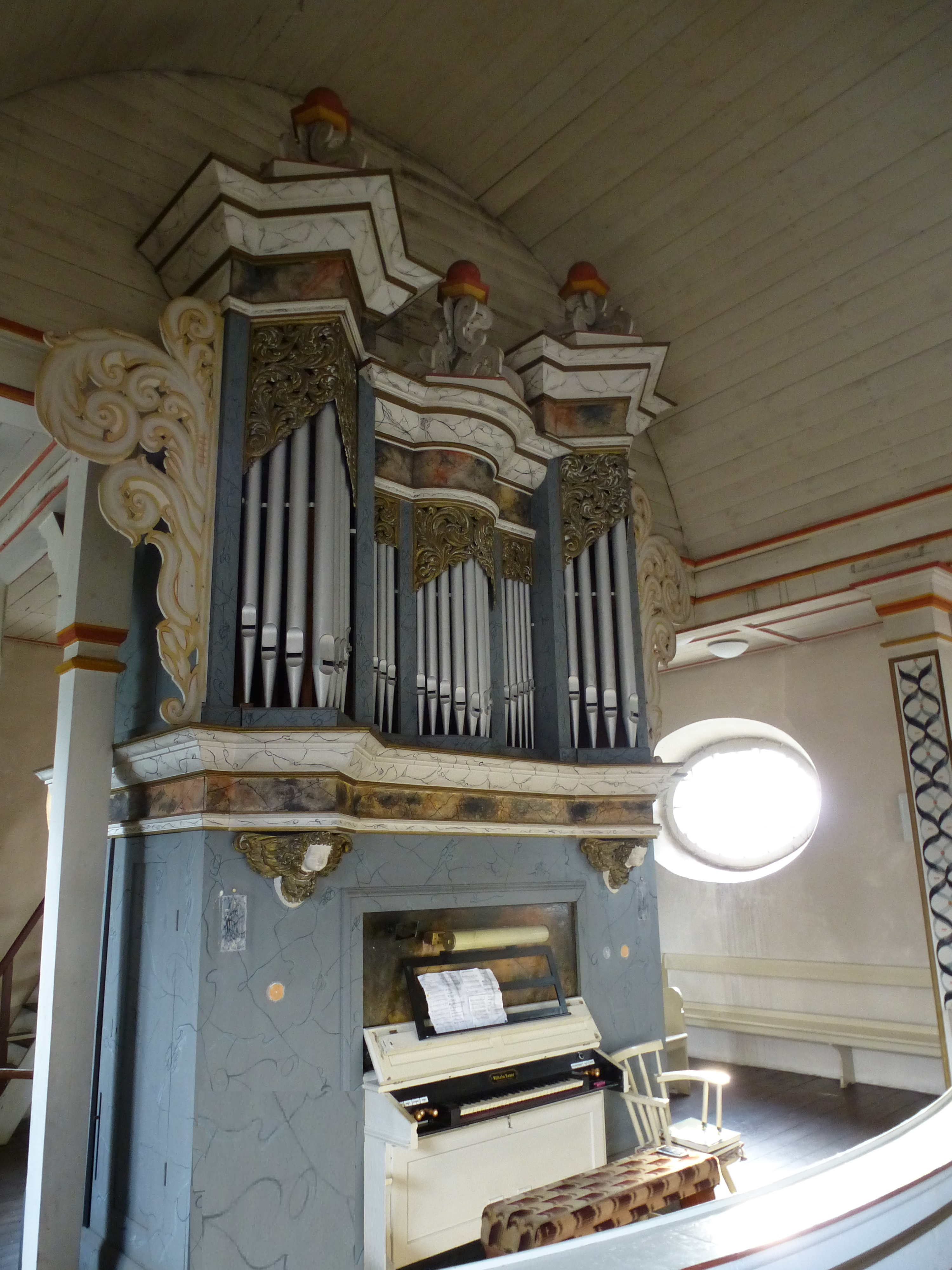
Sauer-Orgel von 1884

Im Inneren der Kirche befindet sich eine im Jahr 1884 von Wilhelm Sauer geschaffene Orgel. Diese Orgel gehörte ursprünglich der evangelischen Dorfkirche von Klettwitz. Weil die Klettwitzer Kirche zeitgleich mit dem Kostebrauer Neubau umfangreich erweitert wurde, kam deren Musikinstrument nach Kostebrau. Die Kirchengemeinde in Klettwitz bekam eine größere Orgel desselben Baumeisters.
Die Orgel verfügt über ein Manual, Pedal und sieben Register.